# Salsa (Tanz)
Die Salsa ist ein Gesellschaftstanz aus Lateinamerika, der paarweise oder in der Gruppe getanzt wird.

## Entstehungsgeschichte
Wie die Salsa-Musik ist auch der dazugehörige Tanz eine Verbindung afrokaribischer und europäischer Tanzstile. Die Ursprünge stammen aus dem englischen Kontratanz des 17. Jahrhunderts. In vielen Figuren steht sich das Paar dort in einer ähnlichen Tanzhaltung wie beim Gesellschaftstanz gegenüber, bei der die Frau ihre linke Hand auf dem Oberarm oder die Schulter des Mannes legt, der Mann mit seiner rechten Hand ihre Hüfte umfasst und sich die freien Hände in der Luft treffen.
Der Kontratanz ist ein Gruppentanz; die meisten Figuren umfassen zwei 4⁄4-Takte, also acht Schläge. Wie im Square Dance gibt es einen „Caller“ (engl., etwa „Ansager“), der den Paaren im Saal die zu tanzenden Figuren zuruft. Der Caller kann sich im Laufe eines Stückes aber auch zurückziehen und die Paare sich selbst und der Musik überlassen. Ende des 19. Jahrhunderts individualisierte sich dieser Tanz im Danzón zum Paartanz.
Französische und spanische Kolonialherren führten die Tänze ihrer Heimat in die Karibik ein. Eine besondere Rolle spielte dabei die Insel Hispaniola, die seit dem 18. Jahrhundert zweigeteilt ist. Sie besteht aus Saint Domingue Francés, dem heutigen Haiti im Westen und Santo Domingo Español, der heutigen Dominikanische Republik im Osten.
Nach dem Aufstand gegen die französische Kolonialmacht 1791 flohen französische Plantagenbesitzer mit ihren Sklaven auf den östlichen Teil der Nachbarinsel Kuba und brachten ihre Bräuche, Tänze und ihre Musik mit. Im kubanischen Oriente vermischten sich die afrikanischen Trommel- und Tanztraditionen mit der Gitarrenmusik der spanischen Farmer.
Spanische Kolonialisten verstanden sich oft auch als Missionare, die das kulturelle und religiöse Erbe ihrer Sklaven zu unterdrücken versuchten. Im Gegensatz dazu besaßen die französischen Sklaven wesentlich mehr Freiheit zur Bewahrung ihrer Traditionen. Diese spielten insbesondere bei religiösen Feierlichkeiten eine wichtige Rolle. Musik wurde hier als Gemeinschaftserlebnis verstanden, an dem verschiedene Gruppen teilnahmen.
Einige Trommler spielten einen sich immer wiederholenden Rhythmus, während andere eigene Rhythmen untermischten, die mit den jeweiligen Gottheiten identifiziert wurden. Diese Rhythmen konnten sehr komplex sein und wurden im Laufe der Session immer weiter synkopiert und variiert, so dass die Gefahr bestand, sich zu verlieren. Aus diesem Grunde spielte ein Vortrommler die Clave – einen Grundrhythmus, an dem sich alle anderen orientierten. Solange die Clave erklang, waren alle Trommler trotz ihrer Polyrhythmik synchron.
Die Zuschauer, die keine Trommeln hatten, unterstützten die Rhythmen durch Stampfen der Füße auf den Boden oder Klatschen der Hände. Wer nicht stampfte oder klatschte, ging die Rhythmen mit dem Körper nach: durch Bewegungen mit Schultern, Oberkörper, Hüften, Knien usw. Solche Trommel- und Tanzelemente fanden nun Eingang in den Gesellschaftstanz. Sie wurden von der elitären Oberschicht in Kuba jedoch immer mit Misstrauen betrachtet, denn zu viele „afrikanische“ Bewegungen im Tanz galten als „niedere Tanzform“ der unteren Klassen.
Neben dem religiösen Bezug hatte der Tanz immer auch eine wichtige Funktion zum Finden eines geeigneten Partners und zur Eroberung einer Frau. Sinnlichkeit im Tanz bedeutet dabei nicht unbedingt engen Körperkontakt – die Partner umkreisen sich in vielen karibischen Tänzen, ohne sich zu berühren. So wird die Salsa auf dem Festland fast ausschließlich offen getanzt, wobei der Mann die Frau meistens mit nur einer Hand führt. Während der Drehungen umkreist er gleichzeitig die Frau, was dem Tanz den runden, tänzerischen Charakter verleiht.
Nach dem Ende des Zweiten Weltkriegs gingen viele als Emigranten aus Kuba, Puerto Rico, Kolumbien und Venezuela nach Nordamerika. In Städten wie New York City trafen so viele Kulturen aufeinander, einschließlich ihrer Tänze und der Musik. In den Sessions wurden die Tanzarten vermischt, sodass eine Soße (Salsa) aus verschiedenen Tänzen entstand. Die wichtigsten Einflüsse waren die Rumba, der Danzón, der Mambo, Son und Latin-Jazz.

### Salsa in Deutschland
Salsa kam Anfang der 1980er Jahre nach Deutschland. Besonders in Ballungszentren entstand eine aktive Szene. In größeren Städten gibt es zahlreiche Salsaunterrichtsangebote und Ausgehmöglichkeiten, ähnlich der Tangoszene. Auch nahezu jede Tanzschule bietet Salsaunterricht an.

## Tanzstile

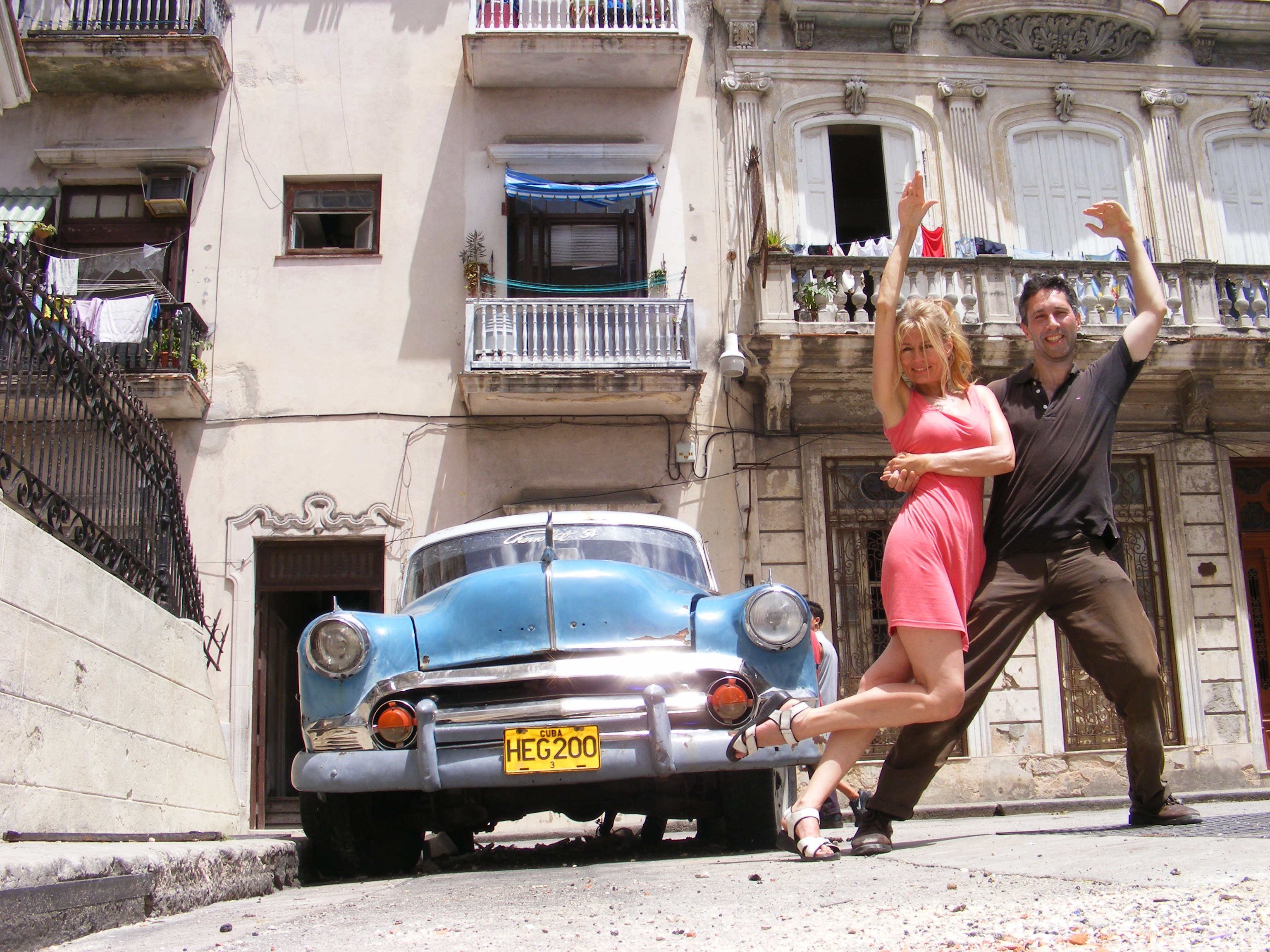
Showgruppe

Als die Salsa in den 1970er-Jahren in New York zunehmend populärer wurde, bildete sich passend zur neuen Musik auch ein eigener Tanzstil, der New York Style – bestimmt durch die kubanische und puerto-ricanische Schule und angereichert durch eine Vielzahl anderer Tanzschulelemente. Ende der 1980er Jahre hatte er auch die Westküste der USA erreicht und manifestierte sich dort als L.A.-Style. Auf dem lateinamerikanischen Festland stand die Salsa dagegen unter einem anderen Einfluss, der Cumbia Colombiana. Von Kolumbien aus verbreitete sich dieser von der Cumbia bestimmte Tanzstil in ganz Lateinamerika bis in die Südstaaten der USA, wo er entsprechend Cumbia-Style genannt wurde.
Im Grunde unterscheiden sich die einzelnen Stile und Schulen nicht gravierend. Wer einen dieser Tanzstile beherrscht, kann auch mit Tanzpartnern aus anderen Schulen tanzen. Allerdings unterscheidet sich die Führung beim NY-Style etwas von der Führung des kubanischen Stils, da bei diesem nicht auf einer Linie getanzt wird, sondern in kreisförmigen Bewegungen um den Partner herum.
Alle diese Stile ähneln einander in der rhythmischen Grundstruktur der Tanzschritte und den Basisdrehungen des Cross body lead. Der Salsatanz als solcher entwickelt sich weiter.

### New York Style
Der New York Style als Synthese aus puerto-ricanischem und kubanischem Tanz spiegelt alle tänzerischen Elemente der beiden Länder wider, insbesondere den städtisch-eleganten „Urbano“ in Havanna. Er zeichnet sich durch seine Geradlinigkeit sowie die Verwendung von Schritttechniken und leichten Showfiguren aus (z. B. Fallfiguren). Wie der L.A. Style wird der New York Style „auf der Linie“ getanzt. Als Unterschied zum L.A. Style wird der New York Style jedoch ausschließlich „on2“, d. h. auf den zweiten und den sechsten Schlag getanzt. Des Weiteren ist der New York Style eine kompaktere Form des Tanzens, wodurch die Tänzer weniger Platz auf der Tanzfläche beanspruchen als beispielsweise bei der Salsa Cubana. Ein weiteres wichtiges Element des New York Styles sind die „Shines“. Diese Solotanz-Elemente werden in den Paartanz eingebunden, indem der Mann die Frau kurzzeitig loslässt und beide ihre eigene tänzerische Interpretation der Musik darbieten.

### Mambo Style
Eine Variante des New York Style präsentierte 1987 Eddie Torres, ein Tanzlehrer und Choreograph aus New York City puerto-ricanischer Abstammung und selbsternannter „Mambo King“. Er verwies darauf, dass die Salsa eigentlich vom Mambo abstamme und forderte daher, dass man den Grundschritt ähnlich wie im Mambo mit einem Ausfallschritt auf dem zweiten (und sechsten) Schlag beginnen sollte. Sein Tanzstil wurde dementsprechend auch Salsa Mambo Style genannt und fand insbesondere in den 90er-Jahren viel Beachtung. Die Faszination beruht auf einem neuen Rhythmusgefühl beim Tanzen. Eddie Torres selbst nannte seinen Stil dagegen Salsa Nightclub Style.
Inzwischen wird der Salsa Nightclub Style weltweit von vielen Lehrern in der Tradition von Eddie Torres unterrichtet. Neben dem Salsa Nightclub Style existiert der „Palladium-Style“, der denselben Grundschritt verwendet wie der Mambo und zurzeit z. B. von der Razz’m’tazz Dance Company aus New York City unterrichtet wird.

### Puerto Rican Style
Der Puerto Rican Style entspricht in Grundschritt und Tanzfiguren dem New York Style, er wird insgesamt aber offener getanzt. Die Partner präsentieren sich hier voreinander wirkungsvoll durch ausgefeilte Schrittkombinationen. Puerto-ricanische Tänzer tanzen weniger punktsymmetrisch und brauchen bei ihren Figuren oft mehr Platz.

### Los Angeles Style
Der Los Angeles Style, auch L. A. Style genannt, entstand zwischen 1995 und 2000. Als Erfinder gelten die Brüder Luis, Francisco und Johnny Vazquez. Noch mehr als der New York Style enthält er choreographische Elemente und Showfiguren, was ihn insbesondere bei Kinoproduktionen, Wettbewerben und Tanzturnieren beliebt macht. Er wird immer „auf 1“ getanzt.
Inzwischen ist der L. A. Style auch innerhalb der Amateurszene beliebt geworden und wird häufig auf Salsa-Partys getanzt, dabei haben sich führbare gegenüber choreographischen Elementen durchgesetzt, wodurch er sich wieder weniger vom New York Style unterscheidet. In Europa beziehen sich viele Tanzschulen auf diesen Stil. Wichtige Vertreter dieses Tanzstils sind die Tänzer Edie und Al Espinoza, Alex Da Silva, Josie Neglia und Melissa Fernandez.

### Cuban Style
Im Gegensatz zu den bisher genannten Stilen wird der Cuban Style eher kreisend getanzt. Viele Figuren können aber auch im einfachen Paartanz ausgeführt werden; darüber hinaus bestimmen Wickelfiguren und die dominante Führung des Mannes das Tanzbild. Der Cuban Style, auch „Casino“ oder „De la calle“ genannt, wird ursprünglich „auf 2“ (Son) und „auf 3“ (Salsa), in westlichen Regionen meistens aber „auf 1“ getanzt.

### Cumbia Style
Diese auch Latino Style oder Colombian Style genannte Stilrichtung basiert auf der kolumbianischen Cumbia und unterscheidet sich daher erheblich von den oben genannten Formen. Charakteristisch sind die offene Tanzhaltung, das Führen mit nur einer Hand und das kreisförmige Tanzen der Partner.
Der kolumbianische Tanzstil ist der in Lateinamerika am weitesten verbreitete Salsa-Tanzstil. Bei den Weltmeisterschaften der renommierten World Salsa Federation (WSF) in Miami nimmt der Colombian Style seit 2003 eine eigene Kategorie ein.
Im Jahre 2005 stellten kolumbianische Salsa-Tänzer bei der WSC in Las Vegas die Weltmeister im Showtanz („Cabaret“) und bei den WSF in Miami die Weltmeister im kolumbianischen Stil, in den Shines, dem Formationstanz und den Gesamtweltmeister.

### Rueda de Casino

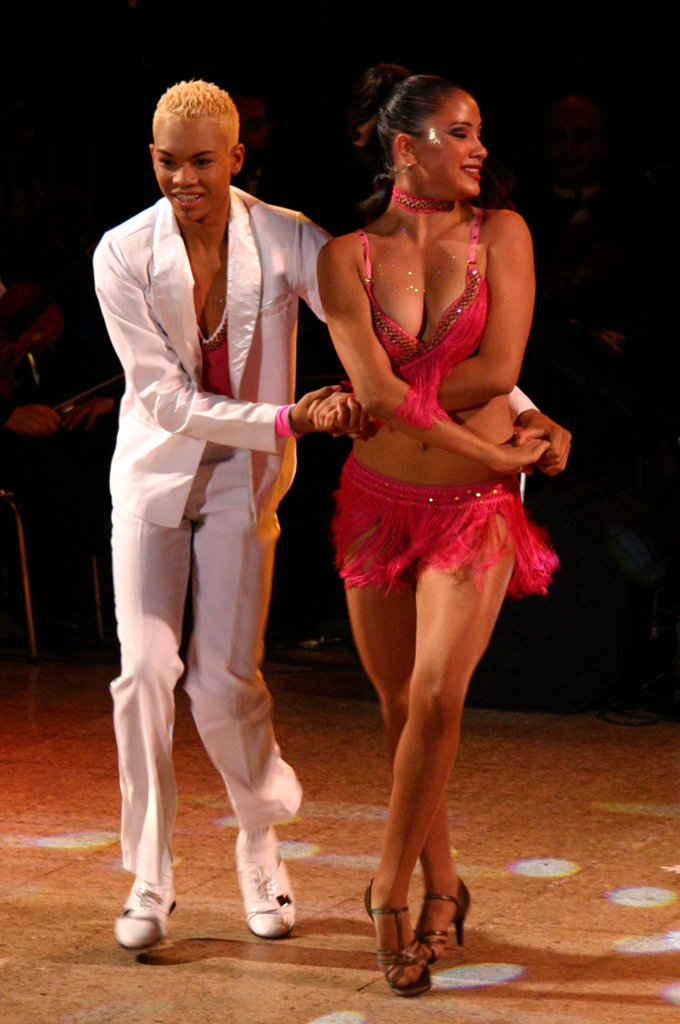
Salsa-Tänzer, Cali Style

Darüber hinaus gibt es noch die Rueda (span.: „Rad“), eine Art Kreistanz. Hier finden sich mehrere Paare in einer kreisförmigen Formation zusammen und tanzen auf Anweisung eines Sängers (=„Cantante“) synchron miteinander. Vor allem der Einsatz von Spaßelementen wie Partnerwechsel, lauten Ausrufen oder sexuell anzüglichen Figuren macht diese Tanzform recht beliebt. Auch die Rueda de Casino unterscheidet sich in „Cuban Style“ und „New York Style“. Unterschiedliche Kommandos können dabei für Verwirrung sorgen. International setzt sich daher zunehmend der „Miami Style“ durch, der die verschiedenen Kommandos und die Tanzfiguren vereinheitlicht.

### Cali Style, Salsa Caleña, Cali Colombiana
Der Stil kommt aus Cali in Kolumbien, das als die Hauptstadt des Salsas bezeichnet wird. Diesen Stil erkennt man an den sehr schnellen Bein- und Hüftbewegungen. Die klassischen Figuren, die man im Puerto lernt, sind wenig geeignet für diese Form der Salsa. Was jedoch kongruent ist, sind die Grundfiguren. Zusätzlich werden im Salsa Caleña akrobatische Einlagen eingebaut. Die schnellen Fußbewegungen werden oft auch für Soloauftritte verwendet. Der Caleña Stil wird sowohl von professionellen Tänzern und Tänzerinnen aus Kolumbien gelehrt als auch von freien Gruppen getanzt.

## Technik

### Grundschritt

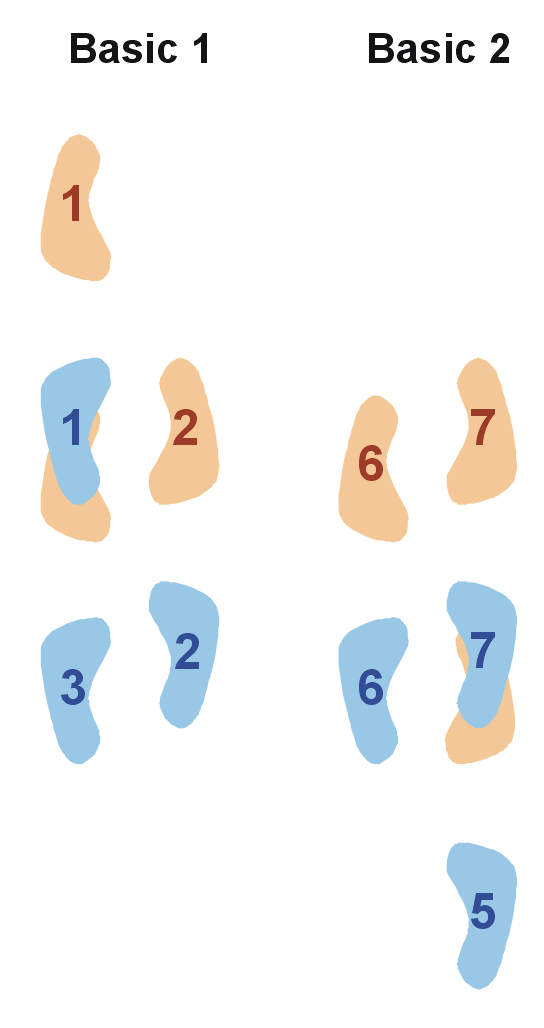
Der Los Angeles Style Basic „On 1“.

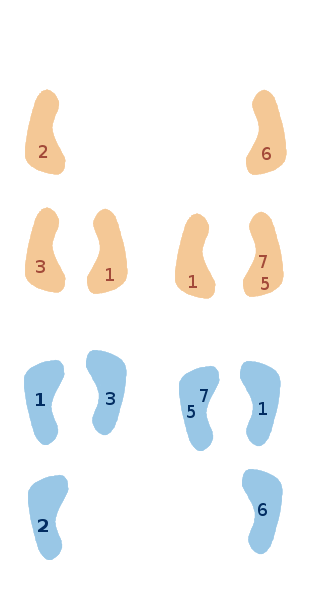
Der Cuban Style Basic „On 2“.

Salsa wird im 4⁄4-Takt getanzt. Es wird aber nicht auf jeder Zählzeit ein Schritt gemacht, sondern nur auf 3 der 4 Zeiten. Der Grundschritt erstreckt sich über zwei Takte, weswegen Tänzer meist nicht auf vier, sondern auf acht zählen. Damit ergibt sich z. B. beim Salsa-Tanzen auf 1 (Breaking on 1) die Zählweise 1,2,3 Pause 5,6,7 Pause.

#### Los Angeles Style (Breaking on 1)
Der Los-Angeles-Style-Grundschritt beginnt auf den ersten Schlag des Taktes, wobei der Führende den ersten Schritt mit dem linken Fuß nach vorne auf den 1. Taktschlag, den zweiten Schritt auf den 2. Taktschlag zurück und den dritten Schritt auf den 3. Taktschlag noch einmal zurück macht. Die oder der Geführte macht einen Rückwärtsschritt mit dem rechten Fuß auf den ersten Taktschlag, auf den zweiten Taktschlag einen Schritt nach vorne und auf den 3. Taktschlag einen Schritt mit dem rechten Fuß nach vorne. Der Grundschritt auf die Taktschläge 5–8 erfolgt umgekehrt.
Charakteristisch ist eine Pause auf den jeweils vierten Schlag eines Taktes. Damit spiegelt der Grundschritt den besonderen Salsa-Rhythmus wider: Zusammen mit dem Gesang und den Instrumenten wird ein Takt mit dem ersten Schlag begonnen, die Pause jedoch legt die Betonung zusammen mit der Perkussion auf den vierten Schlag. Mit Breaking on 1 meint man den Richtungswechsel auf den ersten und fünften Taktschlag von vorne nach hinten und umgekehrt.

#### New York Style (Breaking on 2)
Der New-York-Style-Grundschritt kann grundsätzlich auf zwei verschiedene Weisen getanzt werden. Die eine Art ist der Son on 2, auch bekannt als Palladium on 2, die zweite Art der Eddie Torres Style. Beim Palladium on 2 erfolgt der Grundschritt wie im L. A. Style nur mit dem Unterschied, dass statt mit den Schritten auf 1–3 und 5–7 hier die Schritte auf die Taktschläge 2–4 und 6–8 getanzt werden. Beim Eddie Torres Style beginnt der erste Schritt des Führenden mit dem linken Fuß auf den ersten Taktschlag nach hinten, dann auf den zweiten Taktschlag noch einmal mit dem rechten Fuß nach hinten und dann mit dem linken Fuß auf den dritten Taktschlag nach vorn.
Die geführte Person beginnt mit einem Vorwärtsschritt des rechten Fußes nach vorn auf den ersten Taktschlag dann kommt ein Schritt mit dem linken Fuß nach vorne auf den zweiten Taktschlag und wieder ein Rückwärtsschritt mit dem rechten Fuß auf den dritten Taktschlag. Für die Taktschläge 5–7 gilt wieder vice versa für die beiden Partner. Mit Breaking on 2 meint man den Richtungswechsel auf den zweiten und sechsten Taktschlag von vorne, nach hinten und umgekehrt.

### Tap
Tap (engl.: klopfen od. pochen) bezeichnet beim Tanzen einen Schritt, bei dem der Fuß unbelastet aufgesetzt wird. Manche Salsa-Tänzer tappen auf dem vierten Schlag eines Taktes, der normalerweise eine Pause ist, um den Rhythmus zu akzentuieren.
Dieser Tap gehört aber hauptsächlich in den Cuban Style und Caleña Stil.

### Shines, Pasos und Brincos
Shines (von engl.: (to) shine – glänzen oder (Schuhe) polieren), auch pasos (span.: Schritte) genannt, bezeichnen in der Salsa Schrittkombinationen, die ohne Partner getanzt werden. Auf dem Festland werden manchmal kleine Sprünge eingeflochten, die sogenannten brincos (span.: Sprünge, Hopser).
Shines dienen der Selbstdarstellung der Partner und können sowohl als verspielte Improvisationen, als auch als kunstvoll choreographierte Fußtechniken ausgeführt werden. Das Tanzen von Shines dient vielen als Aufwärmtraining. Shines bilden die Grundlage der Salsa Aerobic.

## Organisation
Es gibt für die Salsa keine offiziellen Organe, die für einheitliche Strukturen sorgen könnten. Jede Organisation kann eigene nationale oder internationale Kongresse, Tanzwettbewerbe oder Meisterschaften ausrufen. Die renommiertesten Verbände befinden sich in den USA:
Die „World Salsa Federation“ (WSF) wurde im August 2001 in Miami gegründet und richtet seitdem einen jährlichen weltweiten Salsa-Tanzwettbewerb aus. Dabei vergibt sie Weltmeistertitel für die besten Salsa-Tänzer in den Kategorien:
- Colombian Style
- Mambo
- New York Style
- Showdance
- L.A. Style
- Cuban Style
- Shine
- Team

Aus allen Disziplinen wird der „World Undisputed Salsa Champion“ gewählt (engl.: der unbestrittene Salsa-Weltmeister).
Im Dezember 2005 fanden in Las Vegas die ersten jährlichen World Salsa Championships (WSC) (engl.: Salsa-Weltmeisterschaften) der „Salsa Seven Inc.“ unter der Leitung des in Kalifornien sehr bekannten Salsa-Lehrers und Promoters Albert Torres statt. Hier hat man auf eine Aufteilung der Tänzer in einzelne Tanzstile verzichtet und bewertet nur noch vier Disziplinen: „On 1“, „On 2“, „Cabaret“ und „Team“. Die Kategorie „Cabaret“ entspricht dem „Showdance“ und beinhaltet auch Akrobatikfiguren. Bei den WSC gibt es keinen Gesamtweltmeister.
Auch die International Dance Organization (IDO) richtet regelmäßig Salsa-Turniere und sogar Weltmeisterschaften aus. Die IDO ist zwar auch international und damit weltweit angesiedelt, allerdings hauptsächlich in Europa verbreitet – zumindest, was Salsa angeht.

## Salsakongresse
Jährlich finden weltweit Salsakongresse und Salsafestivals statt. Zu diesen werden meist Tanzlehrer und Berühmte Tänzer der Salsa Szene aus aller Welt eingeladen. Diese geben ihr Know-how in Form von Workshops an die Teilnehmer weiter. Abends finden dann große Salsatanz-Partys statt, auf denen die Lehrer ihr Können auf der Bühne zum Besten geben. Als Beispiel sei hier der weltweit bekannte West Coast Salsa Congress von Albert Torres genannt.

### Stufensystem
Im Gegensatz zum ADTV-Welttanzprogramm (Deutsches Tanzabzeichen Bronze, Silber, Gold, Goldstar, Supergoldstar 1–3) und den Gruppenbezeichnungen bei den Standard- und Lateintänzen (D/C/B/A/S) gibt es in der Salsa keine einheitlichen Bezeichnungen für die unterschiedlichen Entwicklungsstufen bei den Tanzschulen. Kongressüblich ist jedoch Anfänger/Beginner, Mittelstufe/Intermediate, Fortgeschritten/Advanced und Masterclass. Die Qualität und der Anspruch der einzelnen Level kann jedoch von Kongress zu Kongress sehr stark variieren.

## Filme
- Salsa – it’s hot (USA 1988) Robby Rosa, Rodney Harvey – Regie: Boaz Davidson
- Dance with Me (USA 1998) Vanessa L. Williams, Chayanne – Regie: Randa Haines
- Salsa y Amor (Frankreich 2000) Christianne Gout, Vincent Lecoeur – Regie: Joyce Buñuel
- El Cantante (USA 2006) Marc Anthony, Jennifer Lopez – Regie: Leon Ichaso
- Dirty Dancing 2 (USA 2004) Diego Luna, Romola Garai – Regie: Guy Ferland
- Mambo Kings (USA 1992) Antonio Banderas, Armand Assante Regie: Arne Glimcher
- Street Dance 2 (Großbritannien 2012) Falk Hentschel, Sofia Boutella – Regie: Max Giwa, Dania Pasquini
- Cuban Fury (Großbritannien 2014) Nick Frost, Rashida Jones – Regie: James Biddle

Lehrvideos gibt es von zahlreichen Tanzschulen oder -lehrern zu allen Stilrichtungen.